# سه لوئیس (بازیکن فوتبال، زاده ۱۹۰۴)
سه لوئیس (پرتغالی: Zé Luiz؛ زادهٔ ۱۶ نوامبر ۱۹۰۴ - درگذشته نامشخص) بازیکن فوتبال اهل برزیل بود.
از باشگاه‌هایی که در آن بازی کرده‌است می‌توان به باشگاه ورزشی بانگو و باشگاه فوتبال پالمیراس اشاره کرد.
وی همچنین در تیم ملی فوتبال برزیل بازی کرده‌است.